# Victoria Kimani
Victoria Kimani, née le 28 juillet 1985 à Los Angeles, est une chanteuse, compositrice, actrice et artiste kényane d'origine américaine.
Elle se produit sous le label nigérian Chocolate City dont elle est l'une des égéries,. Connue pour de nombreux succès et pour son sens du style, elle obtient de nombreuses nominations et ses singles sont largement diffusés à travers l'Afrique.
En parallèle de sa carrière de chanteuse, elle est apparue dans le film  7 Inch Curve, un film réalisé par Shola Thompson,,. Le film parle d'une chanteuse qui prend une mauvaise décision, celle de changer pour le pire.
Victoria Kimani s'est également exprimée ouvertement sur des questions telles que le chauvinisme masculin et la question de la femme au sein de la de l'organisation non gouvernementale Campagne ONE. Sur ce point, elle collabore au projet Strong Girl, chanson dont l'objectif est la promotion des femmes. En ce qui concerne la démarginalisation des femmes, elle a également déclaré que celles-ci ont du mal à joindre les deux bouts en raison du choix de leur carrière. Elle défend les mannequins, chanteuses, danseuses, artistes, animatrices, présentatrices, femmes d'affaires, de relations publiques, managers, assistantes sociales, stylistes, DJ's et designers.

## Biographie
Victoria Kimani est née à Los Angeles en Californie de parents ecclésiastiques. Avec deux frères plus âgés, elle est la plus jeune des trois enfants. Elle grandit en partie à Benin City et au Nigeria pendant que ses parents y sont missionnaires.
Elle commence à chanter à l'âge de neuf ans. À seize ans, elle commence à se produire aux côtés d'autres membres de la chorale de l'église. De retour au Kenya, elle se voit confier un rôle de remplaçante par Mercy Macah, chanteuse qui la prend sous son aile et avec qui elle chante de nombreuses chansons et effectue des tournées, au Burkina Faso et en Tanzanie. Plus tard, elle décide d'abandonner pour poursuivre une carrière en musique.

### 2010-2012: entrée dans le paysage musical
En 2010, Kimani a effectué un remix du single à succès de Ice Prince (en) Oleku (remixé par Nathaniel Williams Jr.), qui a attiré l'attention de la directrice de Chocolate City Ice Prince avec qui elle est sortie pendant deux ans. Fin 2012, elle a été la première artiste féminine signée par le label de musique nigérian Chocolate City. Elle a sorti son premier single sous le label Mtoto, le mot swahili pour enfant, en mars 2013. La vidéo a été tournée à Los Angeles.

### 2013–15: Mixtapes, Whoa, M'Toto, Show, Prokoto
Par la suite, elle a sorti plusieurs mixtapes: Oya, Heaven, Hate Me, Open Up Your Heart, FUMF, Do What You Want et Freaks (refix),.
En 2014, elle sort le single Show, produit par le chanteur et producteur Tekno Miles (en). Plus tard en 2014, elle a sorti Prokoto, un mot congolais qui signifie fanfaron. Elle a présenté des artistes tanzaniens, Diamond Platnumz et Ommy Dimpoz.

### 2015–16: Vex, One Campaign, Two of Dem, Loving You, Booty Bounce
En février 2015, Kimani s'est associée aux divas Cynthia Morgan et Emma Nyra (en) et a sorti la vidéo Vex. Le 23 juillet 2015, elle a sorti la vidéo Two of Dem. En mai 2015, elle a sorti son travail Loving You, dans lequel elle a collaboré avec Ice Prince, partenaire au sein du label nigérian. Le 4 novembre 2015, elle a sorti Booty Bounce.

### 2016–présent
Le 21 janvier 2016, Kimani a sorti son nouveau single All the Way, avec Khuli Chana,. La chanson rend hommage à la célèbre artiste Angelique Kidjo dans son classique Wombo Lombo. La vidéo a été tournée à Johannesburg, en Afrique du Sud et a été produite par Reinhard.

### Séparation avec la maison de disques Chocolate City
La chanteuse a sorti Safari en décembre 2017 et propose des collaborations de haut niveau de stars à travers le continent.
En décembre 2017, la chanteuse a accordé une interview à Adelle Onyango et Shaffie Weru sur Breakfast with the Stars. Elle a révélé que son contrat avec Chocolate City était expiré et qu'il était temps pour elle d'être une artiste indépendante.

## Actions humanitaires
Le 13 mai 2015, Victoria Kimani fait partie d'un collectif, avec Cobhams Asuquo, sept autres musiciennes africaines, et une équipe de l'organisation non gouvernementale ONE, qui se réunit à Johannesbourg pour créer Strong Girl, une chanson qui a pour objectif la promotion des femmes dans le monde.
La chanson met en vedette les chanteuses Waje (Nigéria), Vanessa Mdee (Tanzanie), Arielle T (Gabon), Gabriela (Mozambique), Yemi Alade (Nigéria), Selmor Mtukudzi (Zimbabwe), Judith Sephuma (Afrique du Sud), la nouvelle artiste Blessing Nwafor (Afrique du Sud). Le rôle principal de la vidéo est jouée par l'actrice nigériane Omotola Jalade Ekeinde.